# Hugo Wulfsohn
Hugo Wulfsohn lub Hugo Wulffsohn (ur. 2 sierpnia 1837 w Wildungen w Kurlandii, zm. 9 lipca 1905 w Wildungen) – fabrykant łódzki.
Syn Szymona (Szmula). W 1887 otworzył przędzalnię i tkalnię wełny zgrzebnej przy ul. Milionowej 30/32 (wcześniej przędzalnia J. Rundsteina). W październiku 1888 zakupił od firmy bankierskiej Landau i Spółka za kwotę 110 000 rubli dawne zabudowania fabryczne Kałuszynera przy ul. Piotrkowskiej 78, w których uruchomił zakład wełniarski, przekształcony następnie w Towarzystwo Akcyjne Manufaktury Wełnianej.
Był członkiem „Talmud-Tora”, organizacji skupiającej postępowych Żydów, w końcu lat osiemdziesiątych XIX wieku w Łodzi, członkiem zarządu Banku Handlowego (od 1872) oraz członkiem protektorem Stowarzyszenia Wzajemnej Pomocy Pracowników Handlowych. Jeden z inicjatorów budowy Szkoły Rzemiosł. W 1905 jego majątek wynosił 317 900 rubli.
Zmarł 9 lipca 1905 w Wildungen, pochowany 16 lipca na cmentarzu przy ul. Brackiej w Łodzi (kwatera D, grób 209).
Żonaty z Henriettą Pukajzer (1843–1911), córką Mordechaja Pukajzera. Ojciec Zygmunta Wulfsona, córka Mina wyszła za Alberta Jarocińskiego, druga córka Julia wyszła za Maksa Kernbauma. Syn Wilhelm zmarł 7 czerwca 1918 w wieku 47 lat.

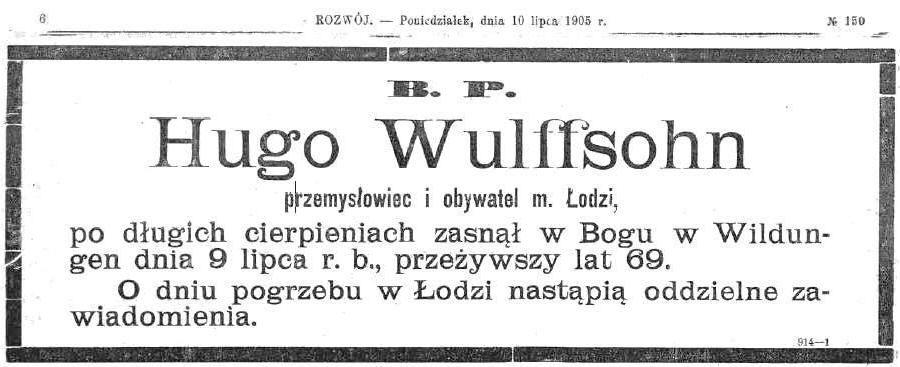
Nekrolog Hugona Wulffsohna